# سرگئی آتومیان
سرگئی ساموئلی آتومیان (ارمنی: Սերգեյ Սամվելի Ատոմյան؛ زادهٔ ۶ ژوئیهٔ ۱۹۸۶) یک فرد نظامی و سیاستمدار اهل ارمنستان است که از تاریخ ۲۰۱۹ تا تاریخ ۲۰۲۱ سمت نمایندگی دوره هفتم مجلس ملی جمهوری ارمنستان را برعهده داشت.

## زندگی‌نامه
وی در ۶ ژوئیه ۱۹۸۶ در روستای دوین به دنیا آمد و از دانشگاه دولتی گاوار فارغ‌التحصیل شد. 

## نگارخانه

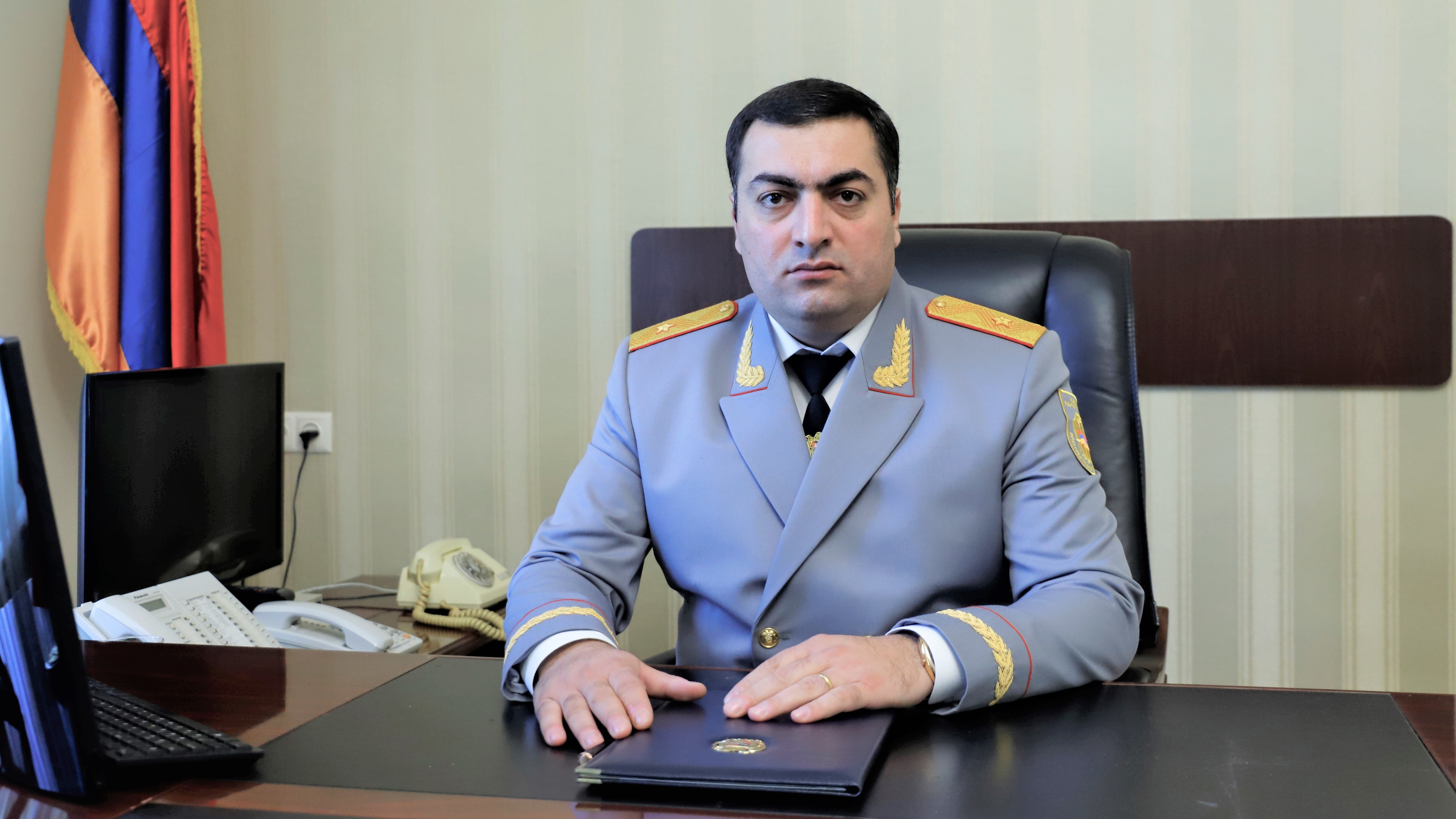